# Dinheiro Vivo

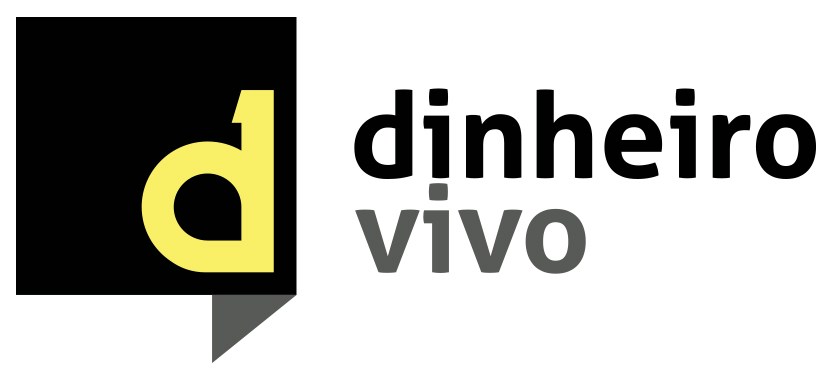
Logo.

Dinheiro Vivo est une publication de référence sur l'économie portugaise, disponible le dimanche en supplément de Jornal de Notícias et Diário de Notícias (Portugal) et sur Internet.

## Historique
Dinheiro Vivo a été lancé en juin 2011 sur Internet et a reçu en 2012 le prix du lancement de l'année.
Le 3 septembre 2012, la première publication papier de Dinheiro Vivo a été publiée et est maintenant disponible en supplément de Jornal de Noticias et Diário de Notícias.

## Propriétaire et siège social
Dinheiro Vivo est basé à Rua Tomás da Fonseca, Torres de Lisboa, Torre E, à Lisbonne. Elle appartient au Global Media Group.
Le réalisateur est Rosália Amorim, le directeur du numérique est Bruno Contreiras Mateus et le rédacteur en chef est Filipe Morais.